# Yavuz-Sultan-Selim-Brücke
Die Yavuz-Sultan-Selim-Brücke (türkisch Yavuz Sultan Selim Köprüsü) ist die dritte Brücke, die den Bosporus bei Istanbul überspannt. Am 29. Mai 2013 wurde der Grundstein gelegt, die Fertigstellung war am 6. März 2016 und am 26. August 2016 wurde die Brücke offiziell für den Verkehr freigegeben. Die Brücke ist benannt nach dem osmanischen Sultan Selim I., auch Yavuz Sultan Selim (türkisch für Sultan Selim, der Gestrenge oder der Gerechte) genannt.

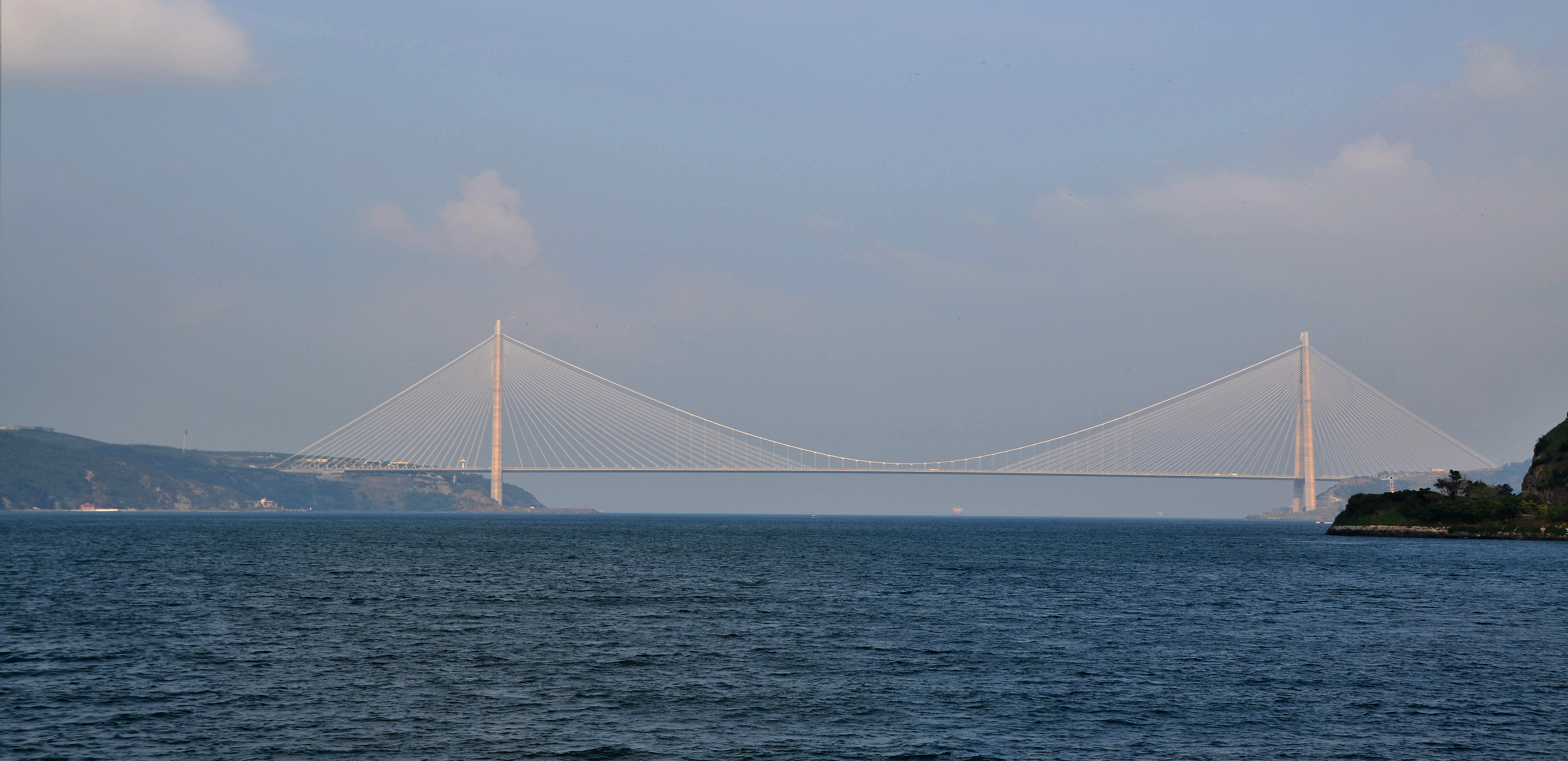
Yavuz-Sultan-Selim-Brücke, im Hintergrund Einfahrt ins Schwarze Meer

Die erste Bosporus-Brücke („Brücke der Märtyrer des 15. Juli“) wurde 1973 eröffnet; die zweite Bosporus-Brücke („Fatih-Sultan-Mehmet-Brücke“) folgte 1988.
Die Yavuz-Sultan-Selim-Brücke wurde 2018 mit dem Outstanding Structure Award der International Association for Bridge and Structural Engineering (IABSE) ausgezeichnet.

## Lage
Die kombinierte Autobahn- und Eisenbahnbrücke ist ein Teil des Autobahnprojektes Kuzey Marmara Otoyolu (Nordmarmara-Autobahn, in der internationalen Bauwirtschaft bekannt als Northern Marmara Motorway), das die von Edirne kommende Autobahn O-3/E 80 mit der nach Ankara gehenden Autobahn O-4 /E 80 verbinden und das eigentliche Stadtgebiet von Istanbul in einem großen Bogen im Norden umgehen wird.
Die Dritte Bosporus-Brücke, wie sie bis zur Grundsteinlegung hieß, überquert den Bosporus an seinem nördlichen Ausgang bei den Ortschaften Garipçe auf der westlichen und Poyraz auf der östlichen Seite und verbindet die großen nördlichen Istanbuler Stadtbezirke Sarıyer auf der europäischen Seite des Bosporus und Beykoz auf der asiatischen Seite. Sie steht weit nördlich der beiden bestehenden Brücken über die Meerenge, der Brücke der Märtyrer des 15. Juli und der Fatih-Sultan-Mehmet-Brücke.

## Beschreibung

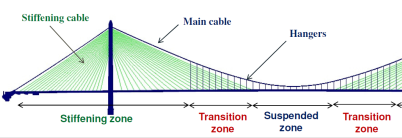
Schema des Tragsystems

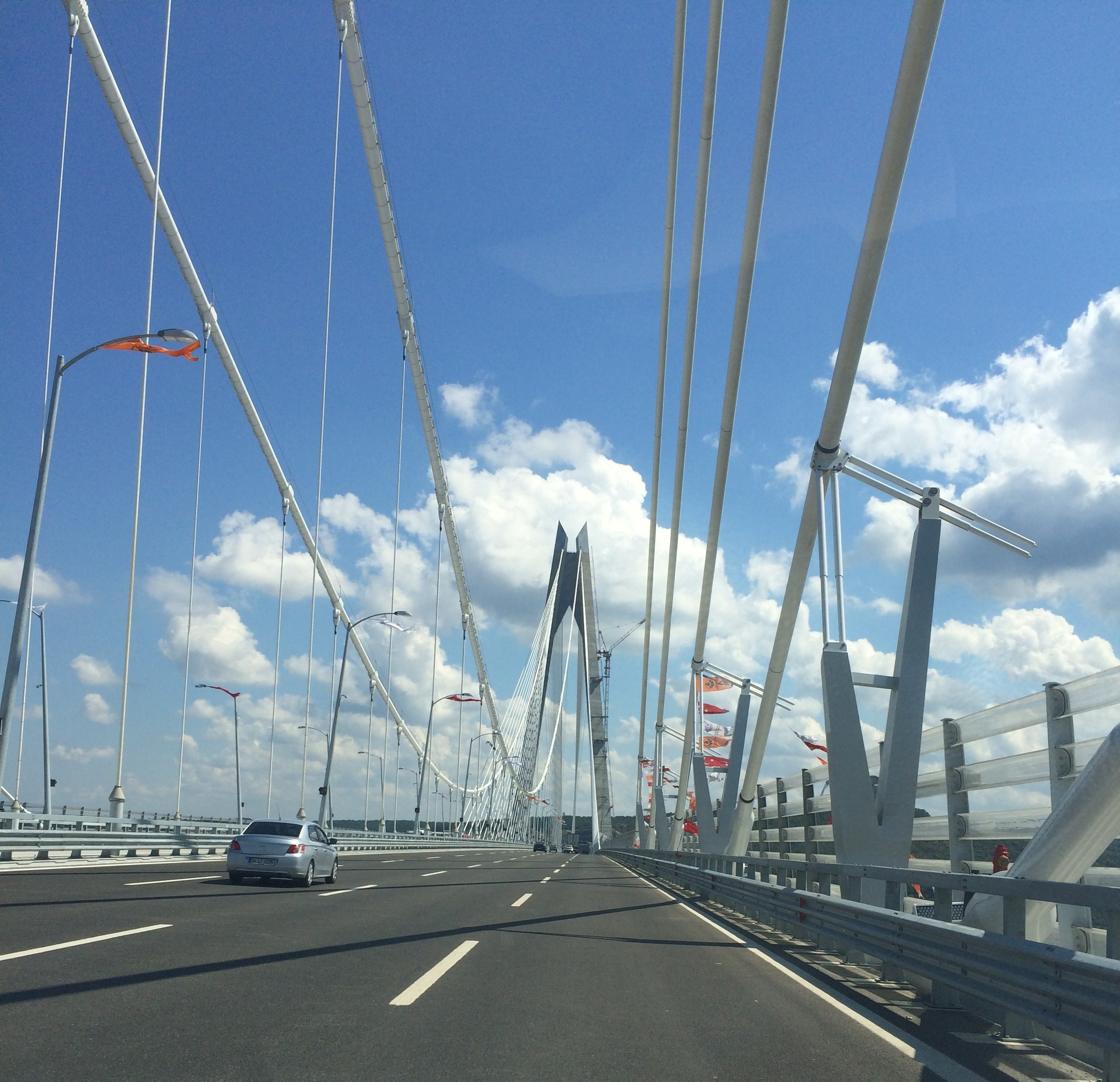
Wechselnde Ebenen der Schrägseile und Hänger

Die Yavuz-Sultan-Selim-Brücke ist eine kombinierte Hänge- und Schrägseilbrücke mit zwei A-förmigen, 326 m hohen Pylonen. Der 58,5 Meter breite Fahrbahnträger hat in der Mitte eine zweigleisige Eisenbahnstrecke für Hochgeschwindigkeitszüge, die seitlich von den beiden jeweils vierstreifigen Richtungsfahrbahnen der Autobahn flankiert wird. Die Pylone tragen sowohl zwei Tragseile als auch Schrägseile. Im mittleren Feld zwischen den Pylonen sind die Hänger der Tragseile unmittelbar neben den Eisenbahngleisen befestigt (also am inneren Rand der Fahrbahn), während die Schrägseile an den Außenkanten des Fahrbahnträgers montiert wurden. Zur Erhöhung der Steifigkeit wurden im ersten Drittel der Spannweite die Schrägseile angeordnet, im restlichen Bereich ist eine reine Hängewirkung vorhanden. In den beiden Randfeldern gibt es keine Hänger. Hier sind die Schrägseile am inneren Rand der Fahrbahn befestigt. Die Brücke hat eine Gesamtlänge von 2164 Metern, die Spannweite des mittleren Feldes beträgt 1408 Meter. Bedingt durch die Erdkrümmung sind die Pylone an der Spitze 7 cm weiter auseinander als am Fundament. Damit löst sie die chinesische Tsing-Ma-Brücke (Spannweite 1377 Meter) als Eisenbahnbrücke mit der längsten Spannweite der Welt ab. Weitere Superlative: Die beiden Pylone gehören zu den höchsten Brückenpylonen der Welt, und die Brücke ist die breiteste Hängebrücke der Welt mit einer einzigen Fahrbahnplatte.
Die Konzeption der Brücke geht auf Michel Virlogeux zurück, der eine Abneigung gegen eine doppelstöckige Brücke mit einem 15 m hohen Fahrbahnträger hatte. Da bei der fast 60 m breiten Fahrbahnplatte Verwindungen ausgeschlossen werden müssen, griff er auf das von John Augustus Roebling bei der Brooklyn Bridge angewandte Konzept zurück, eine Hängebrücke mit Schrägseilen zu versteifen. Die Planung der Hängebrücke mit hoher Steifigkeit erfolgte unter der Leitung von Jean-François Klein durch das schweizerische Ingenieurbüro T ingénierie mit Beratung durch Michel Virlogeux.

## Geschichte
Den Auftrag für den Bau, den Betrieb und die Unterhaltung sowie die schlussendliche Übergabe (BOT-Modell: build, operate, transfer) des Autobahnprojekts Nord-Marmaray mit der Bosporusbrücke als integralem Bestandteil erhielt eine aus IC İçtaş, Türkei und Astaldi, Italien bestehende Arbeitsgruppe. Danach war eine Bauzeit von 36 Monaten vorgesehen, an die sich eine Betriebszeit von 10 Jahren und 2 Monaten anschließt. Am Ende dieser Zeit ist die Brücke in einem definierten Zustand an den türkischen Staat zu übergeben. Astaldi erwähnt auf seiner Website jedoch eine Konzessionszeit von etwas mehr als 10 Jahren einschließlich der dreijährigen Bauzeit. Der General- und Konzessionsunternehmer des gesamten Bauprojekts beauftragte mit der Planung und Realisierung der Bosporusbrücke für einen Pauschalpreis von 615 Mio. Schweizer Franken einen Generalunternehmer, eine Arbeitsgemeinschaft der koreanischen Unternehmen Hyundai Engineering & Construction und SK Engineering & Construction J. V., die die eigentlichen Bauarbeiten an türkische Subunternehmer vergab.
Über die Kosten werden sehr unterschiedliche Angaben gemacht. Sie sollen sich auf 3,5 Milliarden Euro belaufen, bzw. auf 2,5 Milliarden US-Dollar bzw. auf 4,5 Milliarden US-Dollar. Die Differenzen ergeben sich, da solche Angaben insbesondere bei BOT-Modellen nur sinnvoll sind, wenn präzise beschrieben wird, was die Kosten umfassen.

## Bau

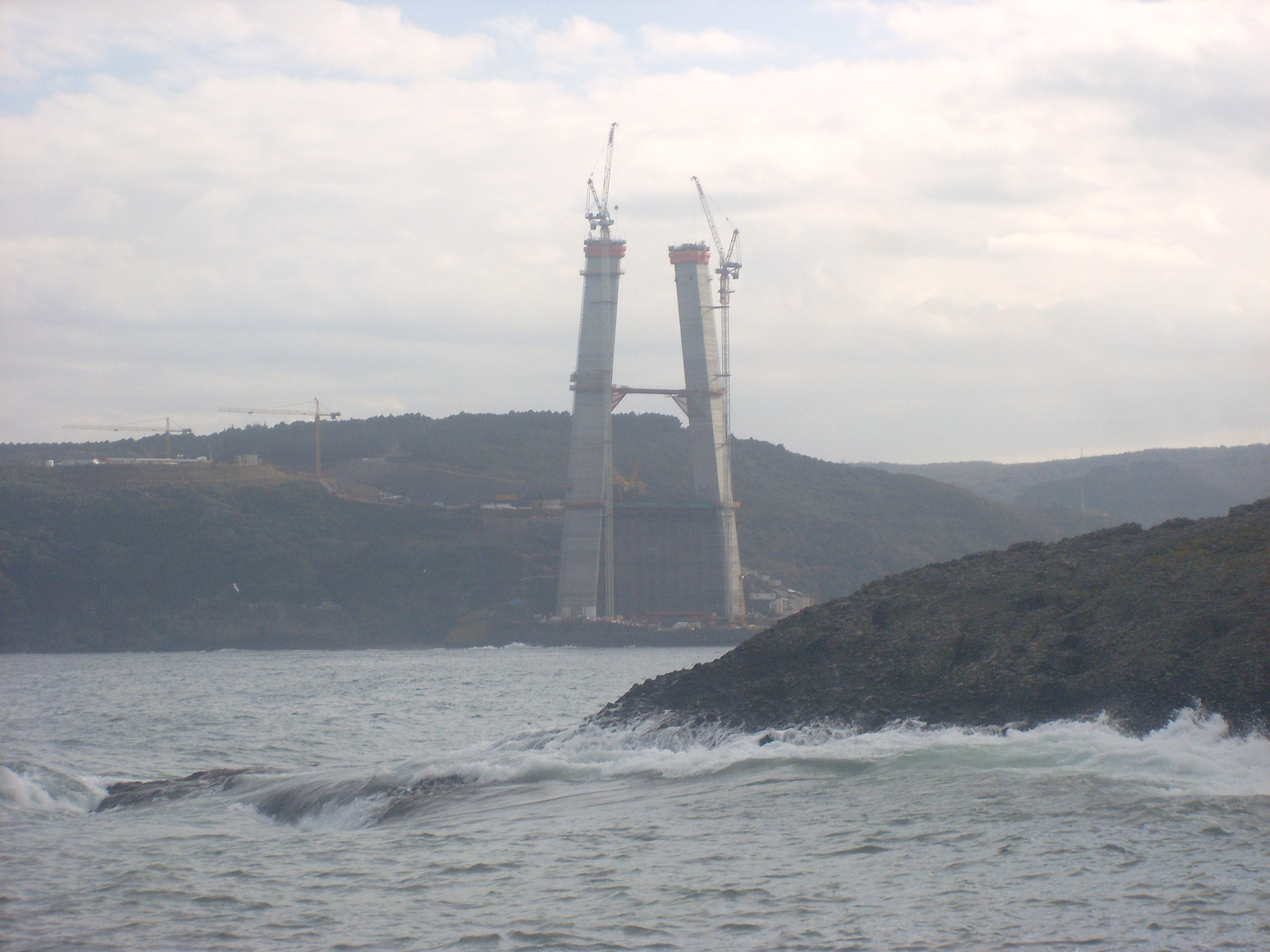
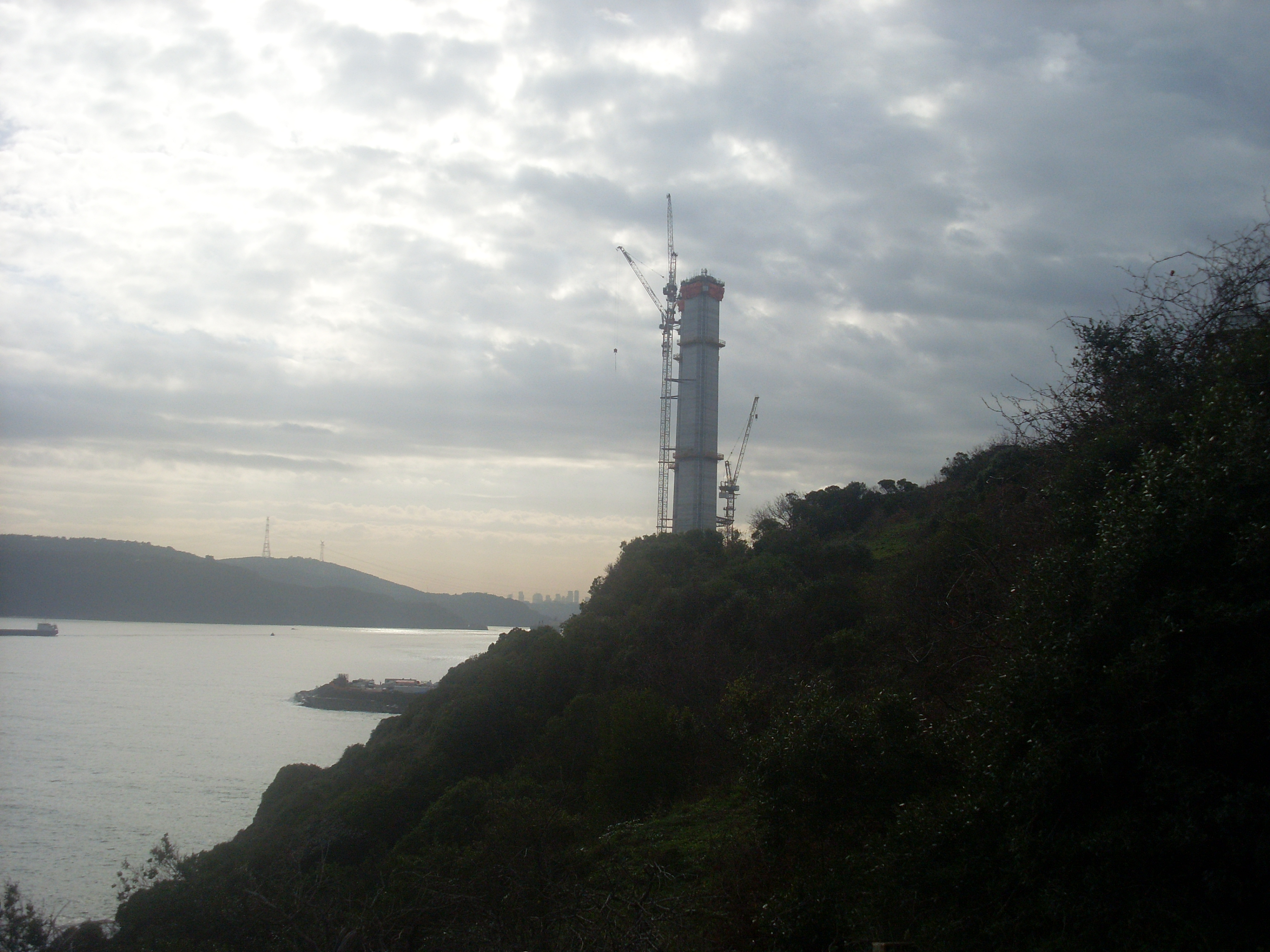
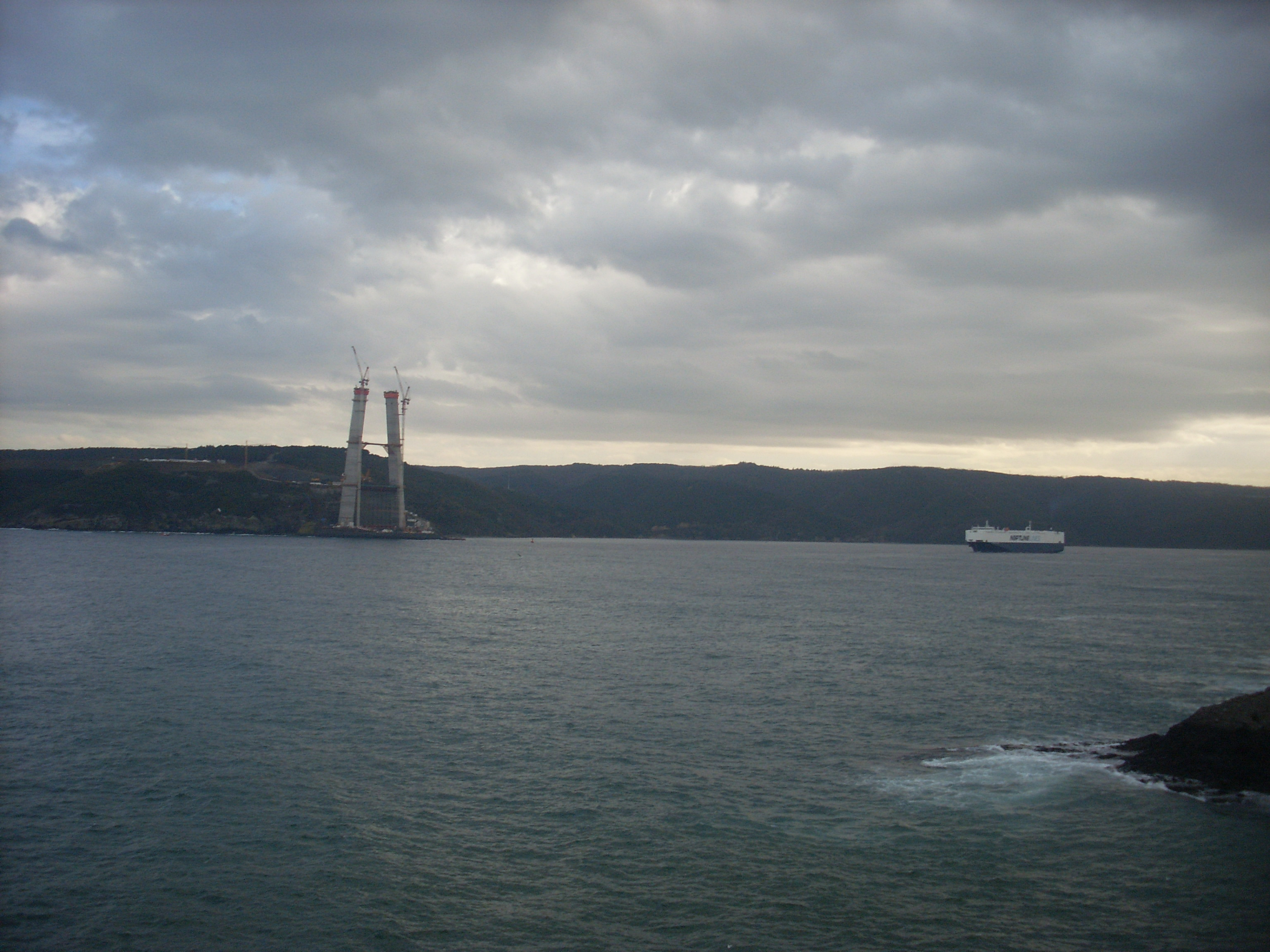
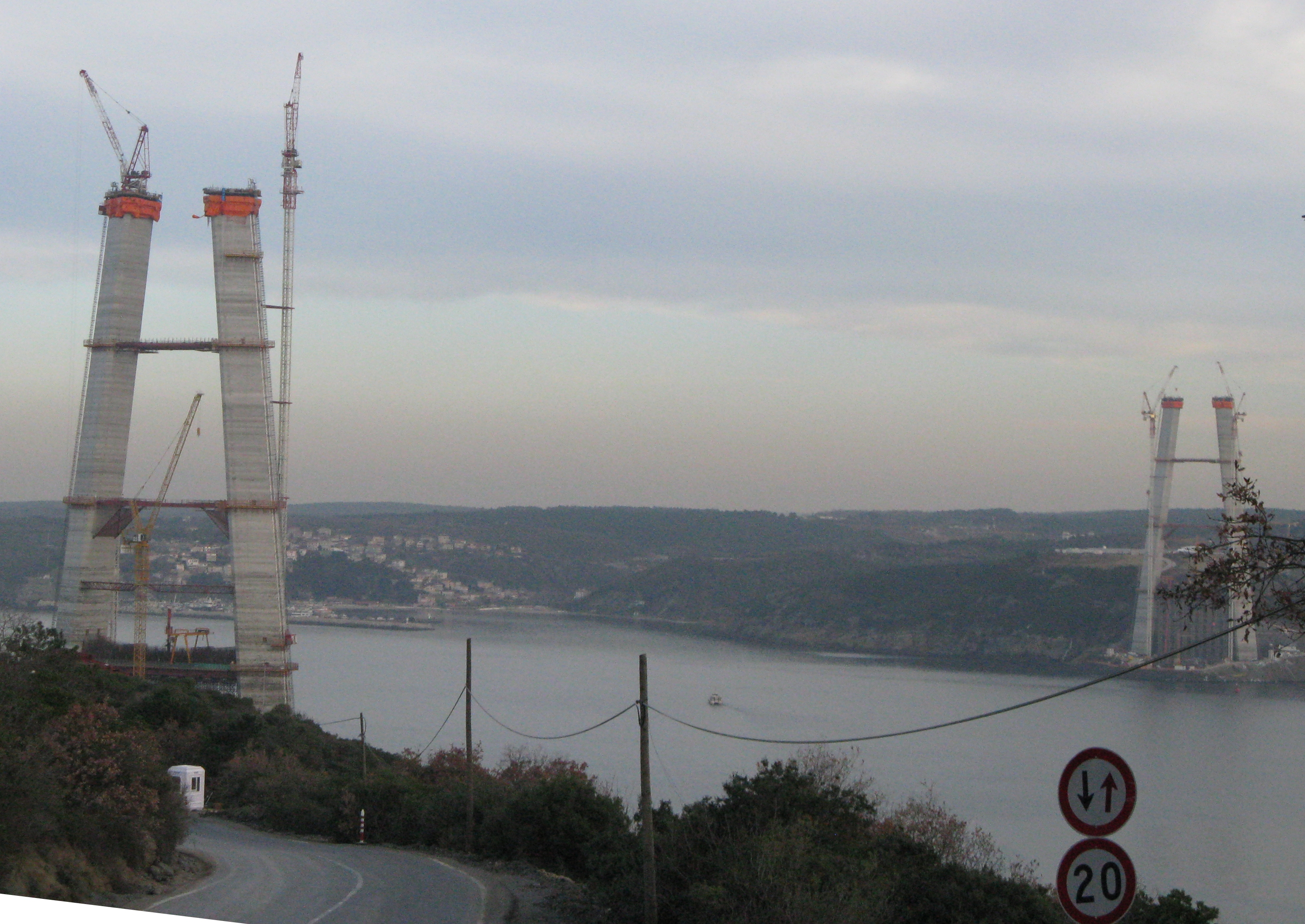
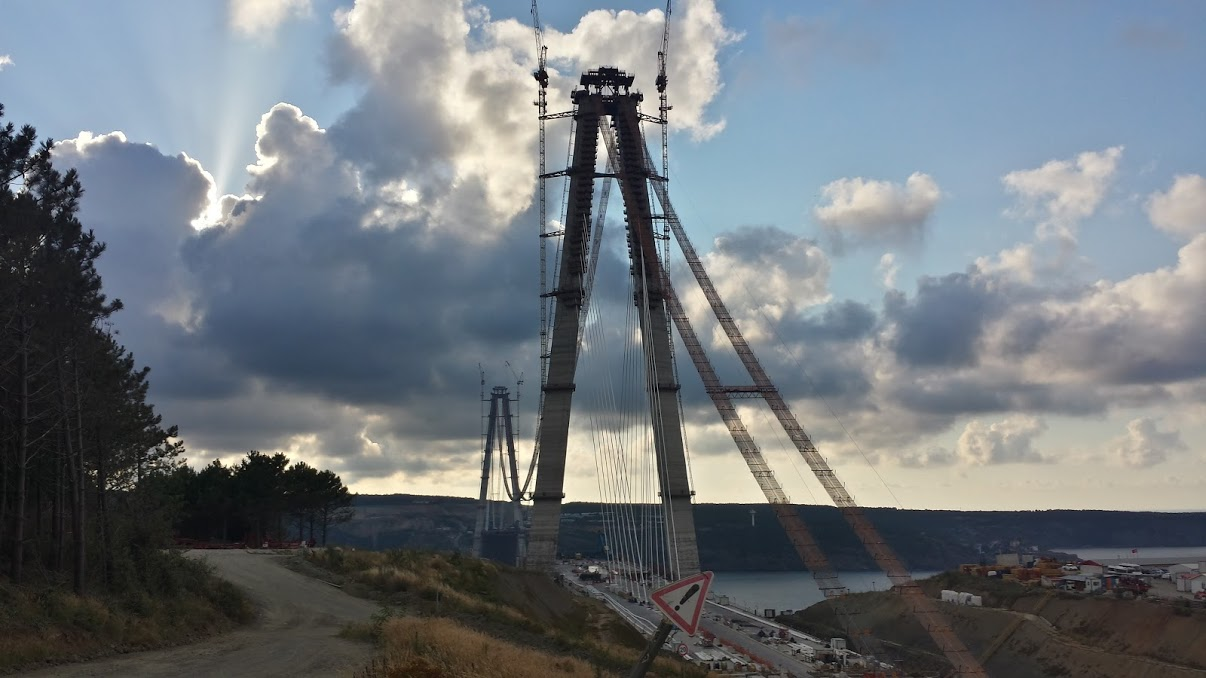
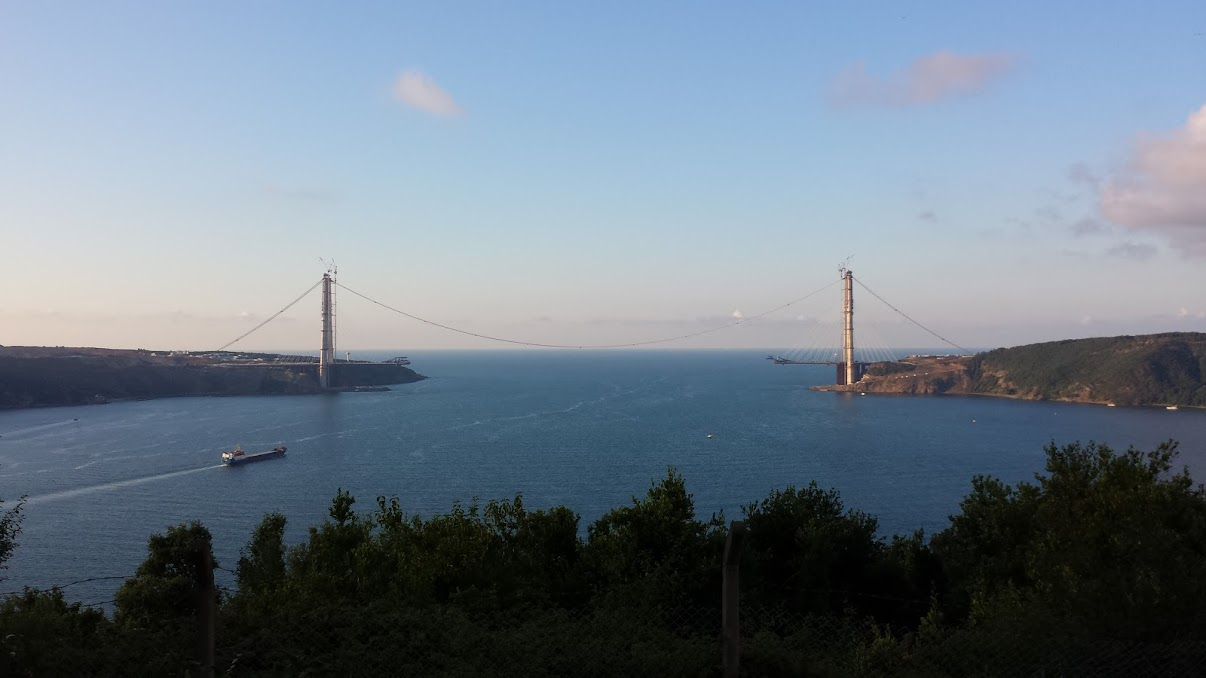
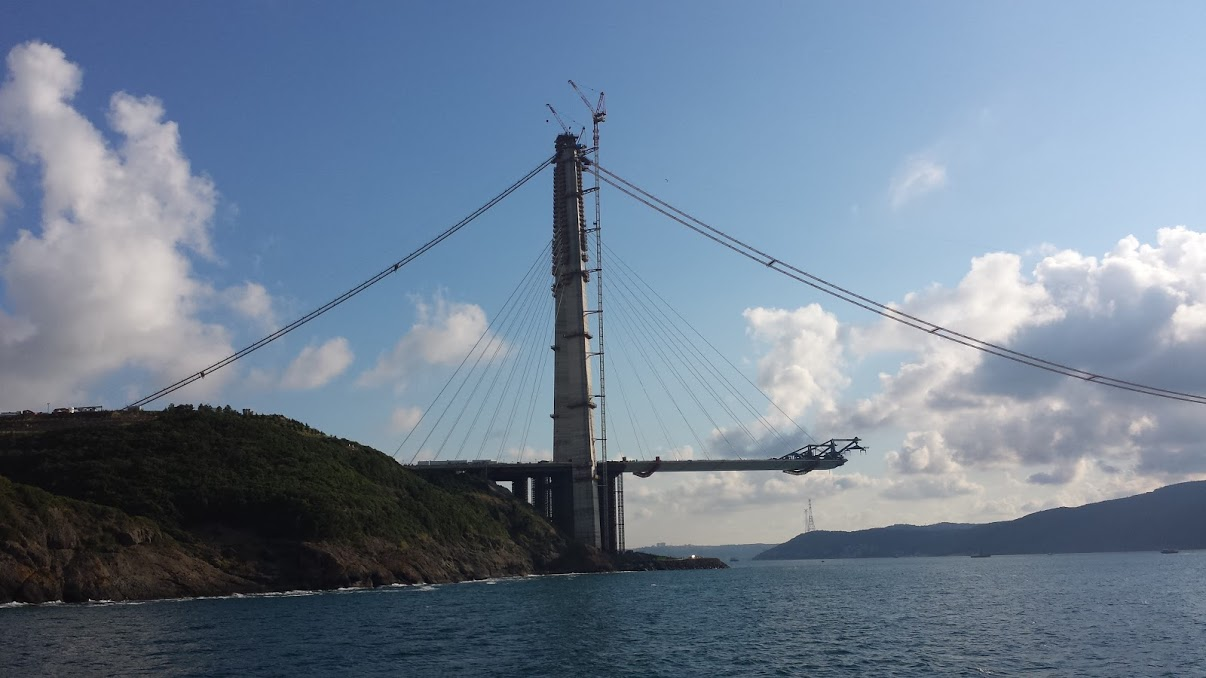

Das Projekt sollte früher beginnen, aber im ersten Submissionstermin am 10. Januar 2012 wurde kein Angebot vorgelegt, offensichtlich mangels einer Projektfinanzierung. Erst am 31. Oktober 2012 wurde der Auftrag erteilt.
Der Bau dürfte alsbald danach begonnen haben, jedenfalls war eines der großen Pylon-Fundamente schon weit fortgeschritten, als am 29. Mai 2013, dem Jahrestag der Eroberung von Konstantinopel, offiziell die Grundsteinlegung in Anwesenheit des Staatspräsidenten Abdullah Gül, des von seiner Frau Emine begleiteten Ministerpräsidenten Recep Tayyip Erdoğan und zahlreicher weiterer hochrangiger Persönlichkeiten gefeiert wurde. Dabei verkündete Staatspräsident Gül den neuen Namen der Brücke. Ministerpräsident Erdoğan bestimmte in seiner Rede, dass die Eröffnung der Brücke zwei Jahre später am 29. Mai 2015 sein sollte. Tatsächlich erfolgte die Fertigstellung am 6. März 2016. Die offizielle Freigabe für den Verkehr am 26. August 2016 erfolgt am Jahrestag der Schlacht von Manzikert, mit der die türkische Eroberung Anatoliens begann. Das Datum soll die Kühnheit des damaligen Kampfes mit der Kühnheit des Brückenbaus verbinden.

## Kritik
Die Brücke und das Autobahnprojekt waren lange umstritten. Es wurde kritisiert, dass die Verkehrsstaus auf den beiden bestehenden Brücken durch die weitab im Norden stehende Brücke nicht verringert würden, da der Fernverkehr im Stadtbereich nur eine geringe Rolle spiele. Die Autobahn zerstöre Wälder, die für die Trinkwasserversorgung Istanbuls unverzichtbar seien.
An der Namensgebung der Brücke gibt es Kritik vor allem von Aleviten, da sie Selim I. für Massaker an ihrer Bevölkerungsgruppe im Zuge der Alevitenverfolgung im Osmanischen Reich verantwortlich machen. Der Leiter des Bauunternehmens versuchte zu beschwichtigen, dass die Brücke von der Bevölkerung in der Praxis auch in Zukunft nur Dritte Bosporus-Brücke genannt werde.
Inzwischen muss mit Steuergeldern der defizitäre Haushalt der Mautgesellschaft gedeckt werden. Insgesamt 245 Millionen US-Dollar für die ersten sechs Monate 2019 habe die Türkei bereits an die türkische Ictas und die italienischen Astaldi überwiesen, schreibt die Tageszeitung „Cumhuriyet“. Für die Monate bis Dezember werden noch einmal 270 Millionen Dollar fällig. Durch den Kursverfall der Lira werden für die Türkei die Entschädigungszahlungen für ausgebliebene Maut-Einnahmen deutlich teurer.